# Ткацкая улица (Москва)
Тка́цкая улица — улица в Восточном административном округе города Москвы, одна из основных магистралей района Соколиная Гора.
Проходит от Измайловского Вала до Измайловского шоссе, пересекая улицы Вельяминовскую, Ибрагимова, Мироновскую, Борисовскую, Фортунатовскую и Окружной проезд. Нумерация домов — от Измайловского Вала.

## История
Улица появилась в 1897 году при планировке территории на месте вырубленной рощи Благуша, принадлежавшей Удельному ведомству, и получила название Николаевская в честь российских императоров Николая I и Николая II. В 1922 году была переименована и получила название Ткацкая (по находившейся на ней ткацкой фабрике).
Cложившаяся трасса улицы делала в районе Семёновской мануфактуры два изгиба.
В 2010-е годы были начаты работы по спрямлению западного участка улицы длиной около 900 м. Новая трасса прошла севернее нынешней, вдоль корпусов «Семёновской мануфактуры» по пустырю на месте ликвидированного рынка и соединилась с Малой Семёновской улицей. По новой трассе организовано одностороннее движение в сторону центра, а по старому участку — в сторону области. Вначале работы планировали завершить в 2013 году, но из-за недобросовестного подрядчика они затянулись на несколько лет.
15 октября 2020 года реконструкция закончена, движение запущено.

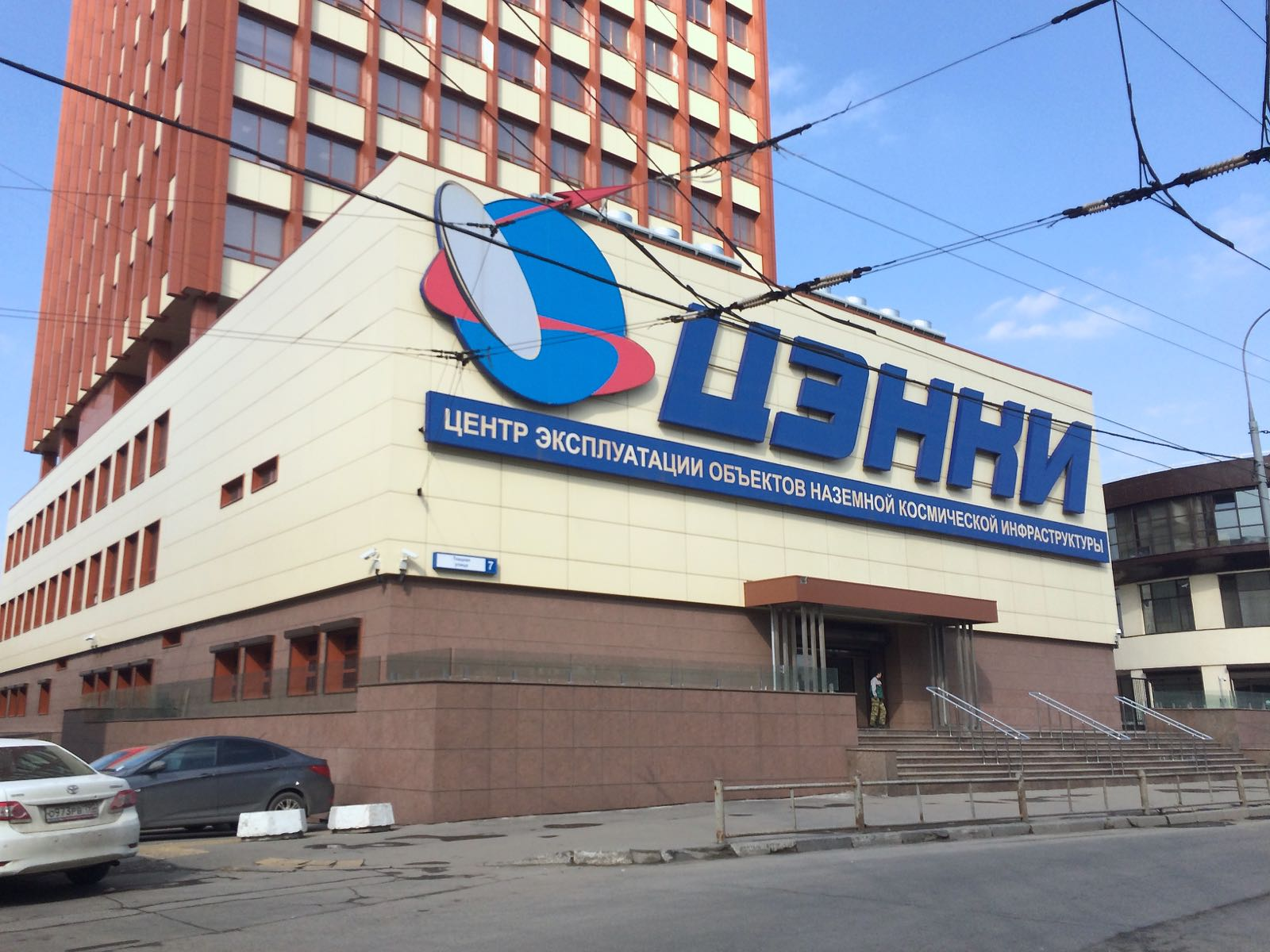
Здание Центра эксплуатации объектов наземной космической инфраструктуры

## Примечательные здания и сооружения

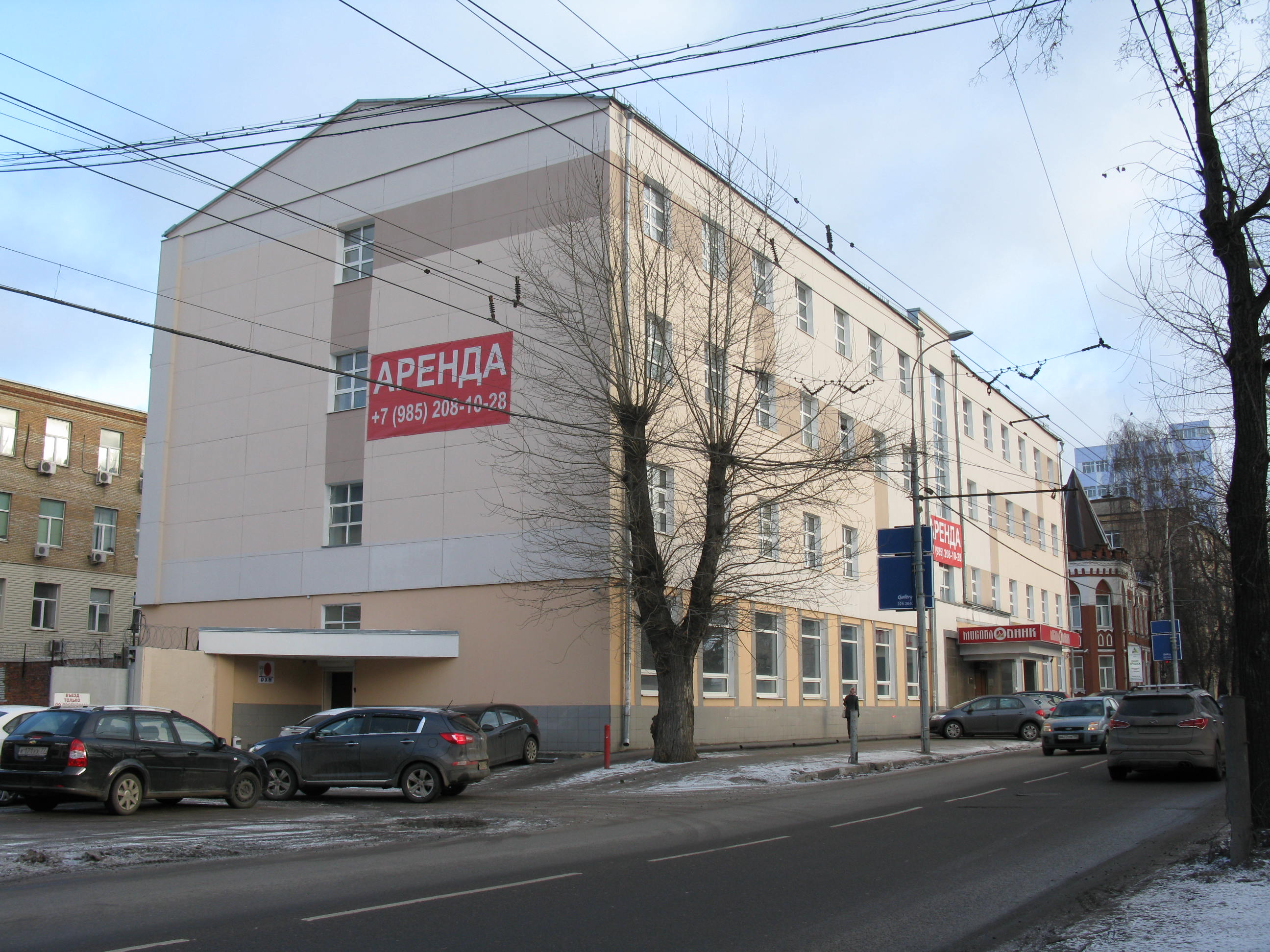
Ткацкая, 15. Здание "Мособлбанка"

- Ткацкая, 15. Здание "Мособлбанка"№ 5 — исторические корпуса «Семёновской мануфактуры» (бывшая фабрика Пфейфера) с водонапорной башней. Образец стиля модерн в промышленной архитектуре.
- № 7 — Центр эксплуатации объектов наземной космической инфраструктуры[4].
- № 11 — фабрика-кухня Бауманского района (1929—1930, архитектор Б. С. Виленский)[5]
- № 25 — комплекс культурных и спортивных учреждений, историческим ядром которого послужило бывшее Евангелическое убежище (детский приют), с 1920 года — Рабочий дворец имени В. М. Загорского. Памятник истории начала XIX века регионального значения[6].

## Общественный транспорт
Станции метро
- «Семёновская» (начало улицы)
- «Измайлово» (МЦК), «Партизанская» (конец улицы)

Наземный транспорт
- Автобусные маршруты № 372, 469, 552, 634, т22, н3 (ночной)